# Narodni park Iguasu
Narodni park Iguasu (špansko Parque Nacional Iguazú, portugalsko Parque Nacional Iguazú) je narodni park v Argentini v departmaju Iguazú, na severu province Misiones v argentinski Mezopotamiji in Braziliji, v zvezni državi Paraná. Obsega 67.620 ha površine.

## Zgodovina
Območje parka so pred 10.000 leti naselili lovci nabiralcev kulture Eldoradense. Gvarani, ki so prinesel nove kmetijske tehnologije, so se naselili okoli 1.000 n. št., v 16. stoletju pa so  izmenično prihajali španski in portugalski konkvistadorji, čeprav je njihova zapuščina na tem območju še vedno živa (ime parka in reke je v gvaranščini y guasu, 'velika voda'). Prvi Evropejec, ki je obiskal območje, je bil leta 1542 Álvar Núñez Cabeza de Vaca; leta 1609 so sledili misijoni jezuitov.
Park je bil ustanovljen leta 1934 za zaščito ene največjih naravnih lepot Argentine,  Iguasujskih slapov, obkroženih s subtropsko džunglo.
Nacionalni rezervat Iguazú je bil z zakonom 18.801 z dne 7. oktobra 1970 opredeljen kot zahodni del narodnega parka Iguasu.
Medtem ko narodni park ohranja naravo z najmanj možnimi spremembami, rezervat priznava človekove dejavnosti in infrastrukturo. Oblikovanje rezervata je omogočilo gradnjo mednarodnega letališča in odtujitev zemljišč za tri turistične hotele.
Čez reko Iguasu leži brazilski del (narodni park Iguaçu). UNESCO je leta 1984 obe lokaciji vpisal na seznam svetovne dediščine.
Park bi bil del predlaganega Trinacionalnega koridorja biotske raznovrstnosti, katerega namen je zagotoviti gozdne povezave med ohranjevalnimi enotami v Braziliji, Paragvaju in Argentini v ekoregiji Zgornja Parana.
Jugovzhodno od parka je 84.000 hektarjev velik provincialni park Urugua-í, ustanovljen leta 1990. Ščiti območje atlantskih gozdov Alto Paraná v zgornjem porečju reke Urugua-í. V parku je v dolinah in gorah širok nabor rastlinskih vrst, vključno z nekaterimi ostanki brazilske okrasne smreke Araucaria angustifolia na jugozahodu.

## Rastlinstvo in živalstvo
Park leži znotraj ekoregije atlantski gozdovi Alto Paraná. Živalstvo parka vključuje več redkih in ogroženih vrst: jaguar, jaguarundi (Herpailurus yagouaroundi), južnoameriški tapir (Tapirus terrestris), ozelot, papiga Brotogeris tirica, mravljinčar, kura Pipile jacutinga, harpijski orel in kajaman Caiman yacare. Tu so lahko tudi ptice, kot so veliki mračni hudournik (Cypseloides senex) in veliko tukanov, sesalci, kot je koati in raznolikost metuljev. Papige Amazona vinacea, poimenovan zaradi vinske barve perja, je občasno v tem parku.
Reka Iguasu se izliva v reko Parana 23 km za slapovi po 1320 km dolgem toku. Znotraj parka postane do 1500 m široka in se najprej obrne proti jugu, nato proti severu in tvori veliko obliko črke U. Njeni bregovi so gosto poraščeni z drevesi, vključno z navadnim koralnikom (Erythrina crista-galli), katerega cvet je nacionalni cvet Argentine. V rastlinstvu parka so tudi lapacho negro (Handroanthus heptaphyllus) in lapacho amarillo (Handroanthus chrysotrichus) (družina Bignoniaceae), pa tudi palmova drevesa in 40 metrov visoka palo rosa (Aspidosperma polyneuron) (družina Apocynaceae).

## Turizem
Območje parka, odprto za obiskovalce, koncesijska območja Cataratas do Iguaçú S / A, predstavljajo približno 0,3 % celotne površine parka.
Najbolj spektakularni ogledi parka so slapovi, ki tvorijo 2700 metrov širok polkrog, medtem ko voda pada z višine 72 metrov. Število slapov se giblje med 150 in 300, odvisno od toka reke Iguasu. Poleg bujnih slapov obstajajo še druge zanimivosti, kot so bogata favna, Poço Preto (Črni izvir), slap Macuco, Center za obiskovalce, kip Santos Dumont, poklon, ki ga je VASP (propadla letalska družba) poklonil "Očetu letalstva", ki je zastavil ves svoj ugled in prizadevanja za pretvorbo območja slapov v narodni park. Park je obiskalo 1.550.700 obiskovalcev (2014).

## Galerija
- Plush-crested jay (Cyanocorax chrysops)
- Pogled na slapove
- Pogled na slapove
- Pogled na slapove
- Navadni koralnik
- Ekološki vlak
- Lapacho negro (Handroanthus heptaphyllus)
- Papiga Brotogeris tirica